# ارون وان-بیساکا
ارون وان-بیساکا (انگلیسی: Aaron Wan-Bissaka؛ زادهٔ ۲۶ نوامبر ۱۹۹۷) بازیکن فوتبال اهل انگلستان است که برای باشگاه منچستر یونایتد بازی می‌کند.
وان بیساکا کار خود را با کریستال پالاس آغاز کرد و به عنوان بازیکن سال باشگاه برای فصل ۲۰۱۸–۱۹ معرفی شد. در سال ۲۰۱۹، او با هزینه اولیه ۴۵ میلیون پوند به منچستر یونایتد نقل مکان کرد و ۵ میلیون پوند دیگر نیز به دلیل پاداش‌های احتمالی به این بازیکن پرداخت.

## عملکرد باشگاهی

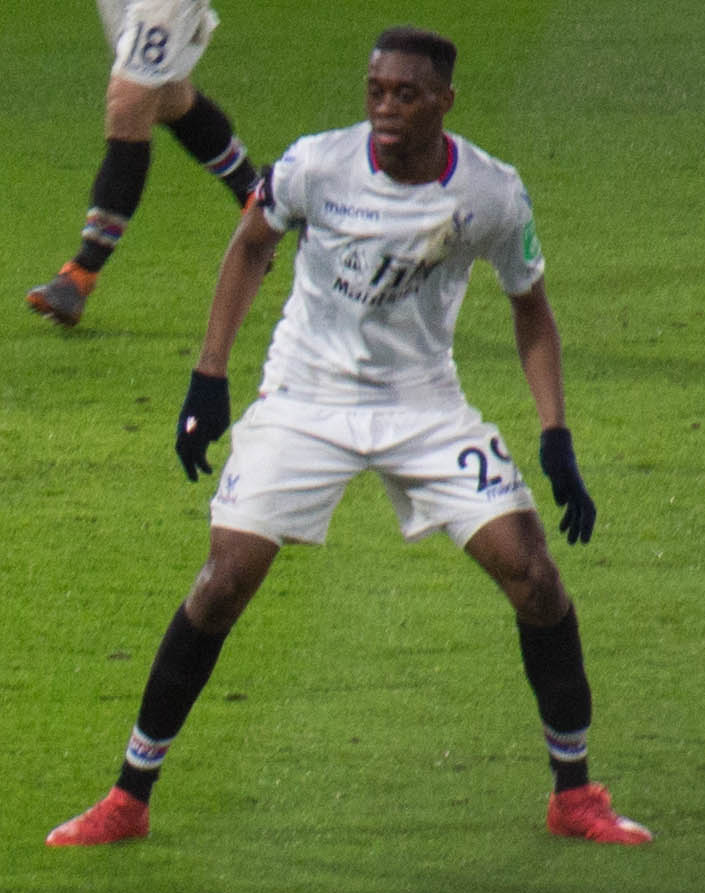
آرون ون بیساکا در لباس تیم باشگاهی

### کریستال پالاس
وان بیساکا از ۱۱ سالگی عضو آکادمی کریستال پالاس بود جایی که او به عنوان وینگر شروع به کار کرد. وی در دسامبر ۲۰۱۶ یک قرارداد حرفه ای با این باشگاه امضا کرد.
در تور پیش فصل ۲۰۱۷، وان بیساکا با سرمربی جدید فرانک دو بوئر، با تیم اول کریستال پالاس، تحت عنوان بازی در تعدادی از دوستی‌ها شروع به نمایش کرد. یک بازیکن هلندی با پشت‌های بال ایستگاهی را تشکیل داد و این نقش جدید بر توانایی‌های دفاعی وان بیساکا تأکید کرد و سرانجام منجر به حرکت او از یک وینگر به پشت تمام شد. با این حال او در نیمه اول فصل شانس محدودی را دید چون دی بوئر ترجیح داد بازی تیموتی فوسو-منساه یا مارتین کلی را در پست دفاع راست داشته باشد، سپس مربی جدید روی هاجسون طرفدار جوئل برد بود. او چند بار جانشین استفاده نشده تحت سرمربی جدید شد و در عین حال با بازی Eagles U23 نیز بازی کرد.
در ۲۵ فوریه ۲۰۱۸، وان بیساکا اولین بازی برای تیم اول خود را برای کریستال پالاس، در میان بحران مصدومیت، در بازی لیگ برتر مقابل تاتنهام هاتسپر در سلهوست پارک انجام داد که با شکست ۱–۰ همراه شد. او فقط چهار دقیقه از چهار بازی کریستال پالاس در ماه مارس بازی کرد و با ۶۵ درصد آراء هواداران، جایزه بازیکن ماه را برای این باشگاه بدست آورد.
در تاریخ ۲۰ اوت ۲۰۱۸، وان بیساکا به دلیل انکار یک فرصت خوب گلزنی، با نتیجه ۲–۰ به لیورپول باخت. وی در ماه‌های اوت، سپتامبر، اکتبر و مارس به عنوان بازیکن ماه در باشگاه انتخاب شد. در تاریخ ۳۰ آوریل ۲۰۱۹، وان بیساکا برای نمایش‌های خود در طول فصل به عنوان بازیکن سال کریستال پالاس معرفی شد.

#### منچستریونایتد
در ۲۹ ژوئن ۲۰۱۹، وان بیساکا با باشگاه منچستریونایتد قرارداد ۵ ساله امضا کرد. کریستال پالاس ۴۵ میلیون پوند هزینه اولیه را دریافت می‌کند و ۵ میلیون پوند دیگر به دلیل پاداش بالقوه

## عملکرد بین‌المللی
وان بیساکا در انگلیس متولد شده و از تبار کنگو است. وان بیساکا در ۷ اکتبر ۲۰۱۵ با یک شکست دوستانه ۸–۰ برابر U17 انگلستان، یک ظاهر جدید برای DR کنگو U20 ایجاد کرد. با این حال، وی واجد شرایط برای نمایندگی از کشور تولد خود بود و پس از تحت تأثیر قرار گرفتن در کریستال پالاس وان بیساکا در مارس ۲۰۱۸ به اردوی تیم زیر ۲۰ سال انگلیس فراخوانده شد.
وی در اولین بازی خود مقابل لهستان اخراج شد، اگرچه انگلیس با نتیجه ۱–۰ پیروز شد. وان بیساکا برای اولین بار در سپتامبر ۲۰۱۸ به اردوی تیم ملی U21 انگلیس فراخوانده شد و در ۶ سپتامبر اولین بازی خود را برای آنها انجام داد و ۹۰ دقیقه در تساوی ۰–۰ با هلند در کارو رود بازی کرد.
در تاریخ ۲۷ مه ۲۰۱۹، وان بیساکا در مسابقات قهرمانی زیر ۲۱ سال اروپا یوفا در لیست ۲۳ نفره انگلیس قرار گرفت. او یک بار در این مسابقات حضور پیدا کرد که با نتیجه ۲ بر یک مقابل فرانسه، که در آن یک گل به خودی به ثمر رساند.
در اوت سال ۲۰۱۹، وان بیساکا اولین دیدار خود را برای تیم ارشد انگلیس، پیش از دیدارهای انتخابی یورو ۲۰۲۰ برابر کوزوو و بلغارستان انجام داد، اما به دلیل مصدومیت کمر مجبور شد از میدان‌ها خارج شود.